# Snědovice
Snědovice là một làng thuộc huyện Litoměřice, vùng Ústecký, Cộng hòa Séc.